# Феррейра Пінто Жуніор Антоніо Аугусто
Антоніо Аугусто Феррейра Пінто Жуніор або просто Жуніор (порт.-браз. Antonio Augusto Ferreira Pinto Júnior; нар. 28 лютого 1986, Ріо-де-Жанейро, Бразилія) — бразильський футболіст, опорний півзахисник.

## Клубна кар'єра
Вихованець молодіжної академії «Васко да Гама», за дорослу команду якої виступав з 2004 по 2008 рік. У сезоні 2006/07 років був орендований португальським клубом «Ештрела» (Амадора), але в чемпіонаті Португалії не виступав.  11 червня 2008 року перейшов до київського «Арсеналу», який виступав в українській Прем'єр-лізі. Тим не менше в Україні не зіграв жодного офіційного матчу й того ж року повернувся на батьківщину, де підписав контракт з «Греміо Баруері». З 2009 по 2010 роки виступав у бразильських клубах «Амеріка», «Бонкуессо» та «Віла-Нова».
У 2011 році знову виїхав до Португалії, де підписав контракт з «Морейренсі». Зіграв 7 матчів у португальському чемпіонаті. Проте в 2012 році повернувся в Бразилію, де підписав контракт з «Амерікою» (Ріо-де-Жанейро). Потім захищав кольори «Мадурейри». В 2013 році знову виїхав за кордон, цього разу до Йорданії. У близькосхідній країні підписав контракт зі столичним «Аль-Файсалі» з йорданської Прем'єр-ліги, за яку зіграв 1 матч та відзначився 1 голом. Наступного року повернувся до Бразилії, де підсилив «Оларію». З 2014 по 2017 рік виступав у нижчолігових клубах «Амеріка», «Бонкуессо», «Гонсаленсе», «Бангу», «Макае», «Сампало Корреа» та «Бонкуессо». У 2018 році знову повернувся до «Бонкуессо».

## Кар'єра в збірній
У 2003 році викликався до юнацької збірної Бразилії U-17 з якою того року став переможцем юнацького чемпіонату світу.

## Досягнення

### Клубні
- Серія B Ліги Каріока
  -  Чемпіон (1): 2009

### У збірній
- Чемпіонат світу (U-17)
  -  Володар (1): 2003